# Chi Kiến vàng
Chi Kiến vàng (danh pháp khoa học: Oecophylla, tiếng Anh: "Weaver ant - kiến thợ dệt") là một chi kiến trong họ Formicidae, bộ Hymenoptera. Chi Kiến vàng sống trên cây và được biết đến với hành vi xây tổ khi các kiến thợ xây tổ bằng dùng tơ của ấu trùng dệt lá lại. Bầy kiến có thể cực kỳ lớn bao gồm hơn một trăm tổ kéo dài nhiều cây và chứa hơn nửa triệu cá thể. Giống như nhiều loài kiến khác, chúng săn côn trùng nhỏ và ăn chất ngọt giàu carbohydrate từ chất thải của các loài Hemiptera. Kiến thợ lớn đại chiều dài 8–10 mm (0,31–0,39 in) và kiến thợ nhỏ dài chừng một nửa chiều dài của nhưng con kiến lớn này. Sự phân chia công việc liên quan đến sự khác biệt về kích thước giữa các con kiến thợ. Kiến thợ lớn tìm thực ăn, bảo vệ và mở rộng phạm vi lãnh thổ trong khi kiến thợ nhỏ có xu hướng ở lại trong tổ chăm sóc tổ và uống dịch tiết của rệp cây hoặc gần với tổ.

## Loài
Loài con sinh tồn:
- Oecophylla longinoda
- Oecophylla smaragdina

Loài tuyệt chủng:
- †Oecophylla atavina
- †Oecophylla bartoniana
- †Oecophylla brischkei
- †Oecophylla crassinoda
- †Oecophylla eckfeldiana
- †Oecophylla grandimandibula
- †Oecophylla leakeyi
- †Oecophylla longiceps
- †Oecophylla megarche
- †Oecophylla obesa
- †Oecophylla perdita
- †Oecophylla praeclara
- †Oecophylla sicula
- †Oecophylla superba
- †Oecophylla xiejiaheensis